# Sborník Spolku Profesorov Slovákov
A Sborník Spolku Profesorov Slovákov szlovák nyelven megjelenő pedagógiai szaklap volt a két világháború közötti Csehszlovákiában és az első Szlovák Köztársaságban. A szaklap negyedévente illetve havonta jelent meg. Szerkesztőségének székhelye fennállása alatt többször is váltózott, volt Kassán, Turócszentmártonban, Pozsonyban és végül Zsolnán is.